# Диметилкарбонат
Димети́лкарбона́т (англ. dimethyl carbonate (DMC)) — безбарвна прозора рідина легкого займання. Належить до класу карбонатних ефірів.

## Отримання
Найстаріша технологія — реакція фосгену з метанолом. З 1980 року диметилкарбонат видобувають за допомогою окислювального карбонілювання метанолу.

## Властивості
У воді диметилкарбонат розпадається на метанол і вуглекислий газ. Якщо вміст парів диметилкарбонату в повітрі становить 4,22 до 12,87% від об'єму, утворюється вибухонебезпечна суміш. Має температуру займання 14 °C та температуру самозаймання 458 °C.

## Застосування
Застосовується як реагент в реакції метилювання. Разом з етиленкарбонатом — для виготовлення електроліту для літій-іонних акумуляторів. Замінник фосгену при виробництві полікарбонатів. Можливе використання диметилкарбонату як домішка до палива.